# Lestelle-Bétharram
Lestelle-Bétharram ist eine französische Gemeinde mit 795 Einwohnern (Stand 1. Januar 2022) im Département Pyrénées-Atlantiques in der Region Nouvelle-Aquitaine. Sie gehört zum Arrondissement Pau und zum Kanton Vallées de l’Ousse et du Lagoin (bis 2015: Kanton Nay-Est).

## Geographie
Die Gemeinde liegt am Fluss Gave de Pau südöstlich von Nay und 13 Kilometer westlich von Lourdes. Lestelle-Bétharram ist an der Bahnstrecke Toulouse–Bayonne und wird von den Regionallinien der TER Aquitaine und TER Midi-Pyrénées bedient. Nachbargemeinden sind:
- Igon im Norden
- Montaut im Osten
- Asson im Westen
- Saint-Pé-de-Bigorre im Südosten.

## Bevölkerungsentwicklung
| Jahr      | 1793 | 1841 | 1901 | 1926 | 1936 | 1954 | 1962 | 1968 | 1975 | 1982 | 1990 | 1999 | 2011 |
| Einwohner | 870  | 1034 | 1457 | 1171 | 1231 | 1326 | 1157 | 1059 | 985  | 879  | 865  | 786  | 850  |

## Sehenswürdigkeiten

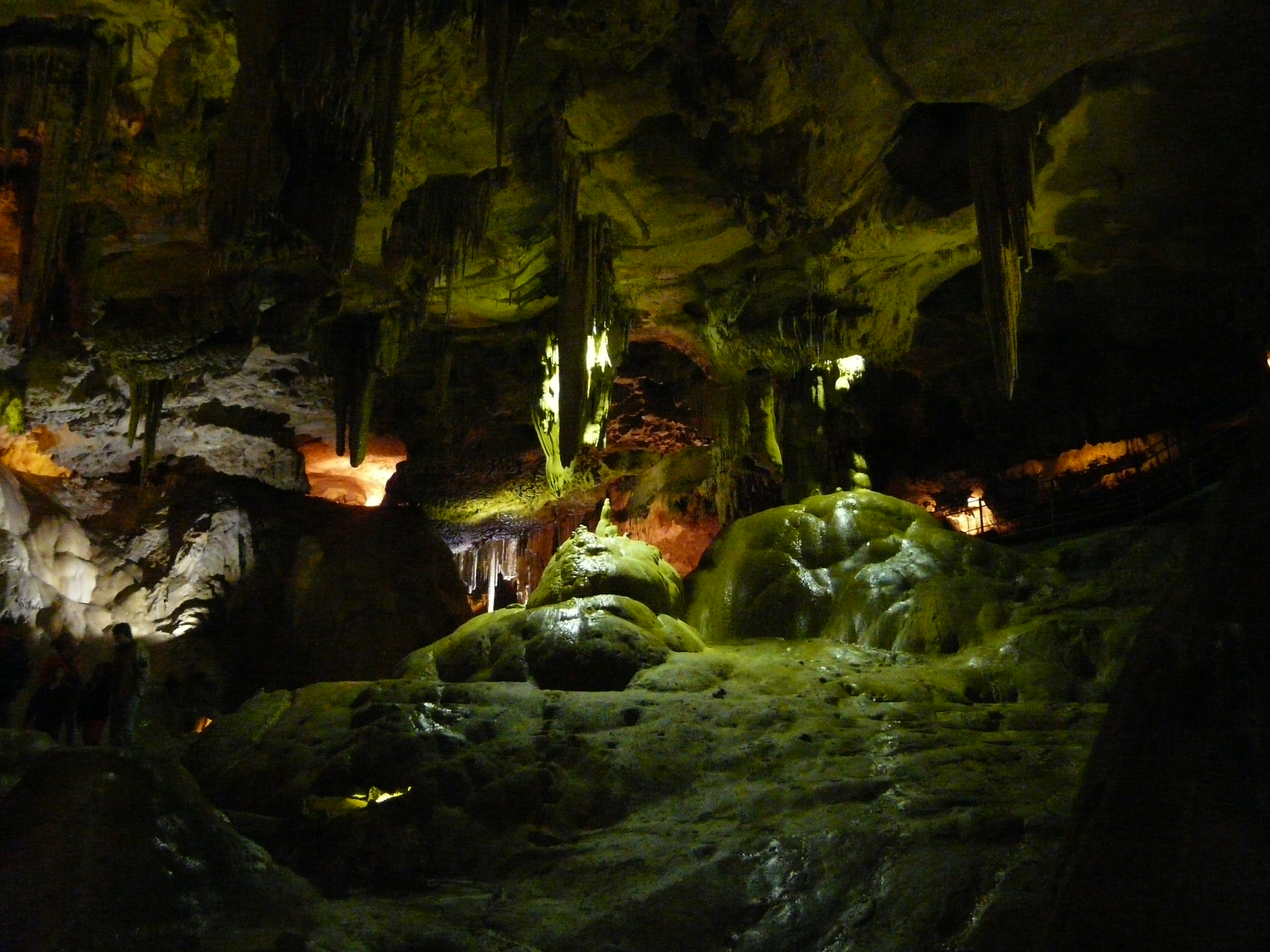
Höhlen von Bétharram

Die Höhlen von Bétharram sind ein bekannter Anziehungspunkt in der Region. 1810 wurde sie entdeckt und sie zählt zu den ersten öffentlich zugänglichen Höhlensystemen. Sie ist etwa 2,5 Kilometer lang und stellenweise mit einer kleinen Bahn erschlossen. Das Höhlensystem liegt an der Grenze zum Département Hautes-Pyrénées. Der Eingang zur Höhle erreicht man über Saint-Pé-de-Bigorre.
Lestelle-Bétharram liegt auf dem Jakobsweg von Carcassonne, via Lourdes, nach Saint-Jean-Pied-de-Port.  In der Gemeinde steht die Wallfahrts- und Klosterkirche Notre-Dame de Bétharram aus dem 17. Jahrhundert. Die Klosteranlage wird noch von Ordensleuten bewohnt.

## Persönlichkeiten
- Michael Garicoits, Priester (1797–1863)
- Frédéric Godefroy, Philologe, Lexikograph und Journalist (1826–1897)